# Alpheidae
Gli Alfeidi (Alpheidae Rafinesque, 1815) sono una famiglia di crostacei decapodi eusociali appartenenti alla superfamiglia Alpheoidea.

## Tassonomia
La famiglia comprende i seguenti generi:
- Acanthanas Anker, Poddoubtchenko & Jeng, 2006
- Alpheopsis Coutière, 1897
- Alpheus Fabricius, 1798
- Amphibetaeus Coutière, 1897
- Arete Stimpson, 1860
- Aretopsis de Man, 1910
- Athanas Leach, 1814
- Athanopsis Coutière, 1897
- Automate de Man, 1888
- Bannereus Bruce, 1988
- Batella Holthuis, 1955
- Bermudacaris Anker & Iliffe, 2000
- Betaeopsis Yaldwyn, 1971
- Betaeus Dana, 1852
- Bruceopsis Anker, 2010
- Coronalpheus Wicksten, 1999
- Coutieralpheus Anker & Felder, 2005
- Deioneus Dworschak, Anker & Abed-Navandi, 2000
- Fenneralpheus Felder & Manning, 1986
- Harperalpheus Felder & Anker, 2007
- Jengalpheops Anker & Dworschak, 2007
- Leptalpheus Williams, 1965
- Leptathanas De Grave & Anker, 2008
- Leslibetaeus Anker, Poddoubtchenko & Wehrtmann, 2006
- Metabetaeus Borradaile, 1899
- Metalpheus Coutière, 1908
- Mohocaris Holthuis, 1973
- Nennalpheus Banner & Banner, 1981
- Notalpheus Méndez G. & Wicksten, 1982
- Orygmalpheus De Grave & Anker, 2000
- Parabetaeus Coutière, 1897
- Pomagnathus Chace, 1937
- Potamalpheops Powell, 1979
- Prionalpheus Banner & Banner, 1960
- Pseudalpheopsis Anker, 2007
- Pseudathanas Bruce, 1983
- Pterocaris Heller, 1862
- Racilius Paul'son, 1875
- Richalpheus Anker & Jeng, 2006
- Rugathanas Anker & Jeng, 2007
- Salmoneus Holthuis, 1955
- Stenalpheops Miya, 1997
- Synalpheus Spence Bate, 1888
- Thuylamea Nguyên, 2001
- Triacanthoneus Anker, 2010
- Vexillipar Chace, 1988
- Yagerocaris Kensley, 1988